# M/S Finnfellow

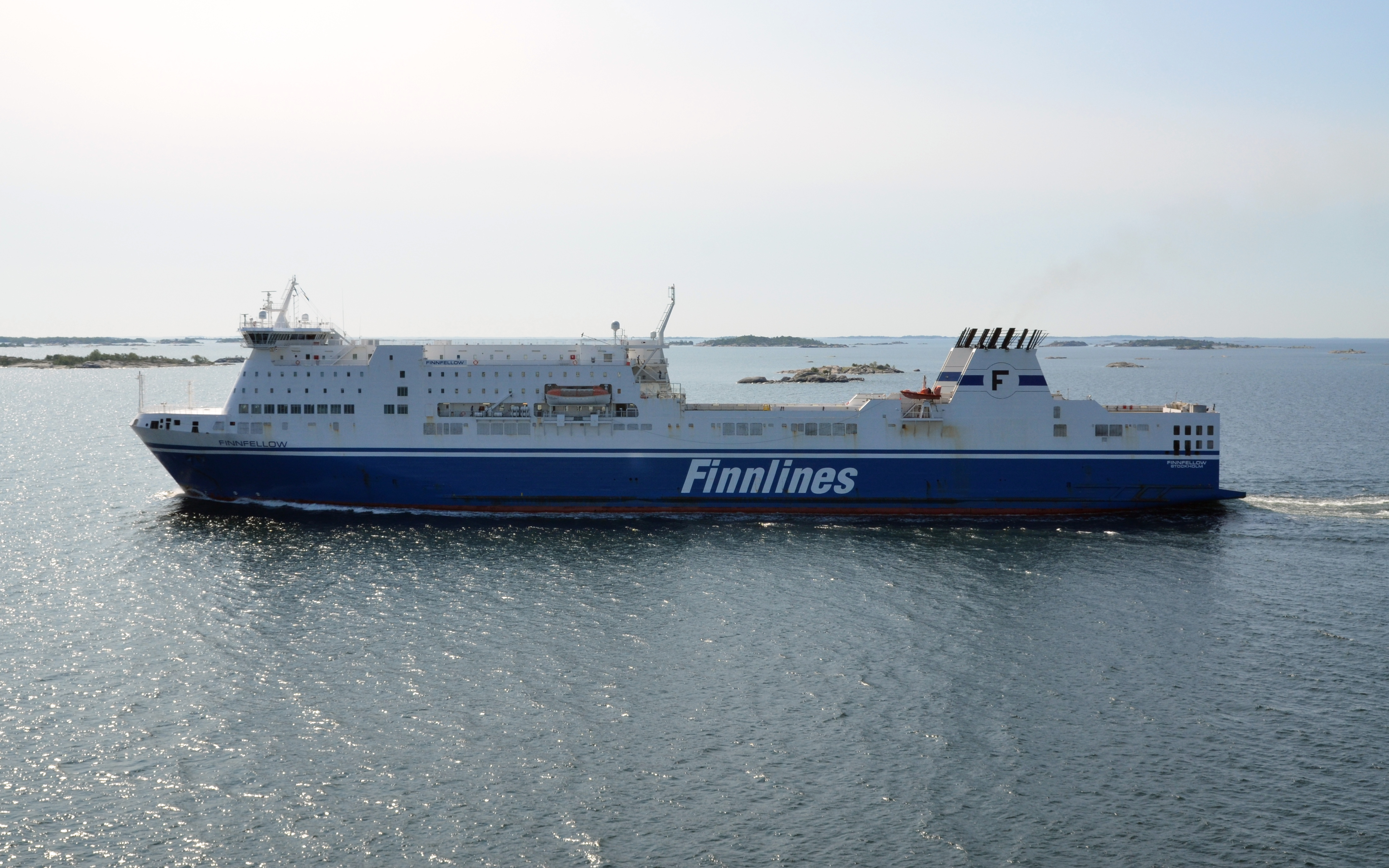
Finnfellow på Ålands Hav.

M/S Finnfellow är ett RoPax-fartyg ägt av Finnlink som går mellan Malmö och Travemünde. Fartyget byggdes 2000 för Stena RoRo som M/S Stena Britannica.
Det fanns ett tidigare fartyg med namnet M/S Finnfellow byggt 1973 och i trafik mellan Sverige och Finland. Såldes till VV Line Lettland 2002 och samtidigt omdöpt till M/S Fellow.
Den 29 augusti 2009 släcktes en brand ombord på M/S Finnfellow, med 74 passagerare ombord.

## Tekniska data
- Lastar cirka 2600 meter
- Mått är 188x30 meter
- Fyra lastdäck.

## Systerfartyg
- M/S Finnclipper
- M/S Stena Germanica
- M/S Vizzavona